# Martin Ruch
Martin Ruch (* 7. Juli 1962 in Quedlinburg) ist ein deutscher Politiker (CDU). Er war von 1991 bis 1994 Mitglied des Landtages von Sachsen-Anhalt.

## Ausbildung und Leben
Martin Ruch lernte nach der 10. Klasse POS Facharbeiter für Zerspanungstechnik. Nach der Wende wurde er Mitarbeiter im Amt für offene Vermögensfragen Quedlinburg. Martin Ruch, der evangelischer Konfession ist, ist verheiratet und hat zwei Kinder.

## Politik
Martin Ruch trat 1990 nach der Wende in CDU und JU ein. Er war Kreisvorsitzender der JU in Quedlinburg, stellvertretender CDU-Kreisvorsitzender in Quedlinburg sowie Mitglied des Landesvorstandes und des Deutschlandrats der JU und Mitglied des Kreisvorstandes der Mittelstandsvereinigung. Seit der Kommunalwahl im Mai 1990 gehörte er dem Kreistag an. Er wurde bei der ersten Landtagswahl in Sachsen-Anhalt 1990 zunächst nicht in den Landtag gewählt, rückte jedoch für Michael Liwowski am 25. Oktober 1991 nach.